# Portes des Bombes
Portes des Bombes (en maltés: Bieb il-Bombi   , en italiano: Porta delle Bombe , que significa "Puerta de las Bombas"), originalmente llamada Porta dei Cannoni (que significa "Puerta de los Cañones"), es una puerta arqueada ornamental en Floriana, Malta. Originalmente fue construido en 1721 como una puerta avanzada dentro del falsabraga de las Líneas de Floriana, y fue ampliado con la construcción de un segundo arco en 1868. Las murallas a ambos lados de la puerta han sido demolidas desde entonces, dejando la puerta con el aspecto de un arco triunfal.

## Historia

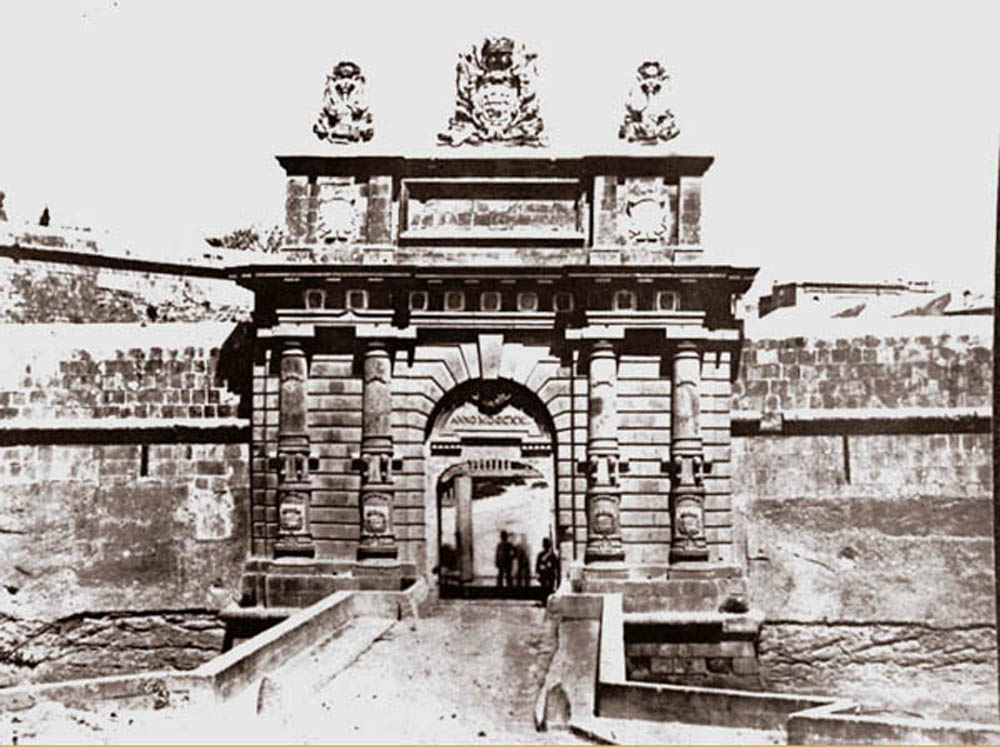
La configuración original de Porte des Bombes como se ve en una foto de 1860

La construcción de las Líneas de Floriana comenzó en 1636, pero las obras avanzaron lentamente y las líneas solo se completaron a principios del siglo XVIII. Las líneas tenían un gran frente terrestre abaluartado con obras exteriores y una falsabraga. Porte des Bombes se construyó en 1720-1721 dentro de la falsabraga, según los diseños del arquitecto francés Charles François de Mondion, a un costo de 6.000 escudos. La puerta originalmente tenía un solo arco y servía como entrada exterior de Floriana, que conducía a la puerta principal de la ciudad, Porta Sant'Anna. Originalmente estaba protegido por una luneta.
Porte des Bombes fue capturada por soldados franceses durante la invasión francesa de Malta en junio de 1798. En este punto, los insurgentes malteses abrieron fuego en su dirección para desafiar a los ocupantes, que habían dejado importantes marcas de bala en el frente.

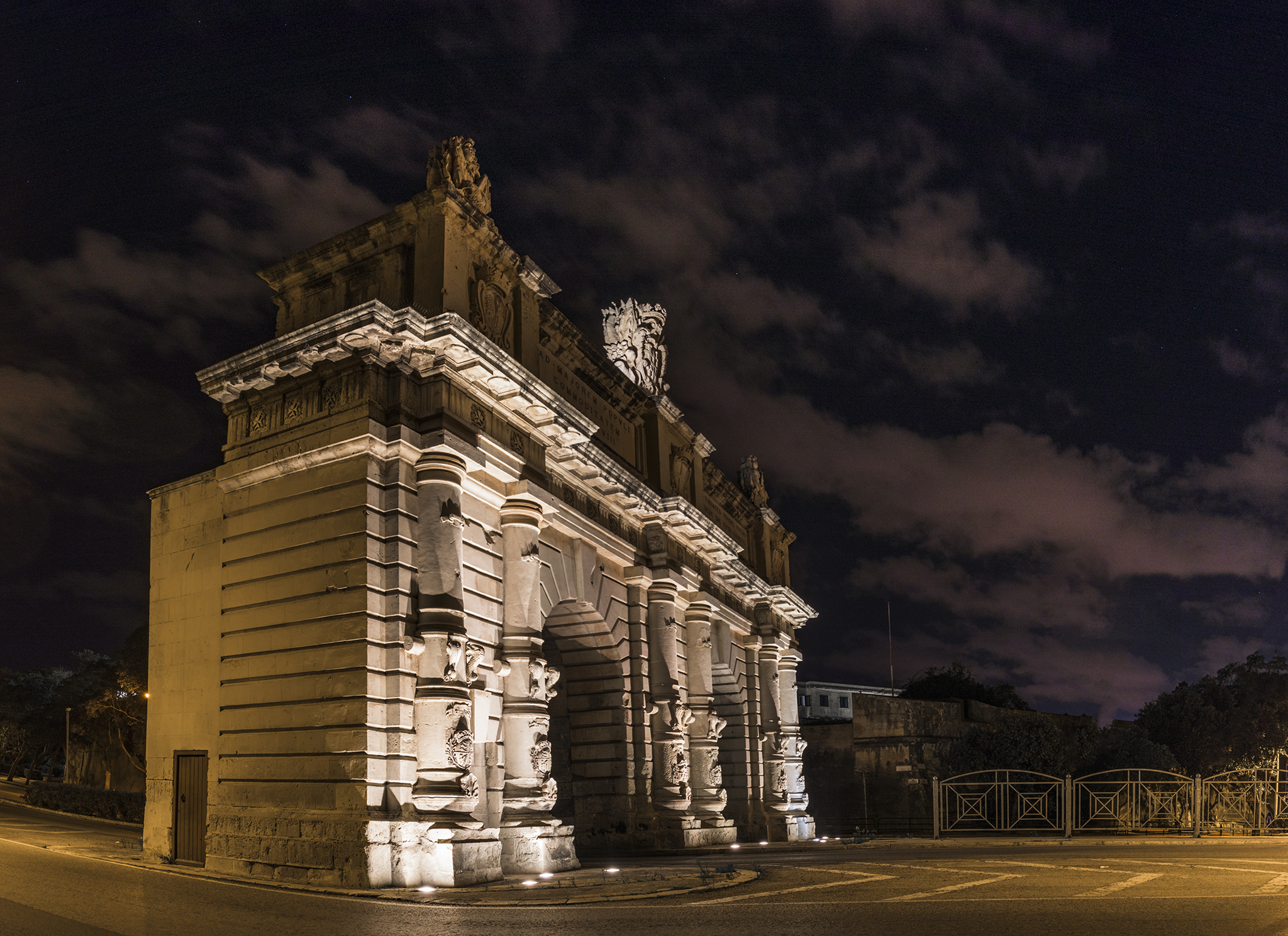
La puerta de noche

A mediados del siglo XIX, el gobierno británico amplió la puerta al agregar un segundo arco para acomodar el tráfico cada vez más pesado en el área del Gran Puerto. Esta ampliación fue diseñada por el arquitecto coronel E. W. Dunford del cuerpo de ingenieros reales, y costó un total de £ 900. La segunda puerta se inauguró el 17 de agosto de 1868, durante el gobierno de Sir Patrick Grant.
A principios del siglo XX, se eliminó parte de la ornamentación de los arcos para permitir que los tranvías pasaran por la puerta. La luneta fuera de la puerta fue posteriormente demolida para dar paso a una nueva calle, mientras que las murallas a ambos lados de la puerta fueron demolidas en la década de 1930 para hacer frente al creciente volumen de tráfico. Estas alteraciones dieron como resultado que la puerta perdiera su legibilidad como parte de las Líneas de Floriana, haciéndola parecer un arco triunfal.
La puerta fue restaurada entre septiembre de 2002 y marzo de 2003, a un costo de Lm 55.000. Los trabajos de restauración también incluyeron la instalación de un sistema de iluminación. La puerta fue objeto de vandalismo en mayo de 2005 cuando se le echó aceite quemado, pero el daño se limpió en un par de días. La puerta es considerada, por la policía maltesa, como un peligro para los vehículos que pasan. El 24 de octubre de 2012, hubo algunos daños cuando un autobús de Arriva patinó contra él y otros dos autobuses chocaron más tarde contra el primer autobús y 22 pasajeros resultaron heridos. Sin embargo, la parte dañada de la puerta fue reparada unos días después.
La puerta y el resto de las Líneas de Floriana se incluyeron en la Lista de Antigüedades de 1925. Ahora está registrada como monumento nacional de Grado 1 y también figura en el Inventario Nacional de Bienes Culturales de las Islas Maltesas.
La puerta está ocasionalmente abierta al público, como en octubre como parte de las festividades de Notte Bianca.

## Arquitectura

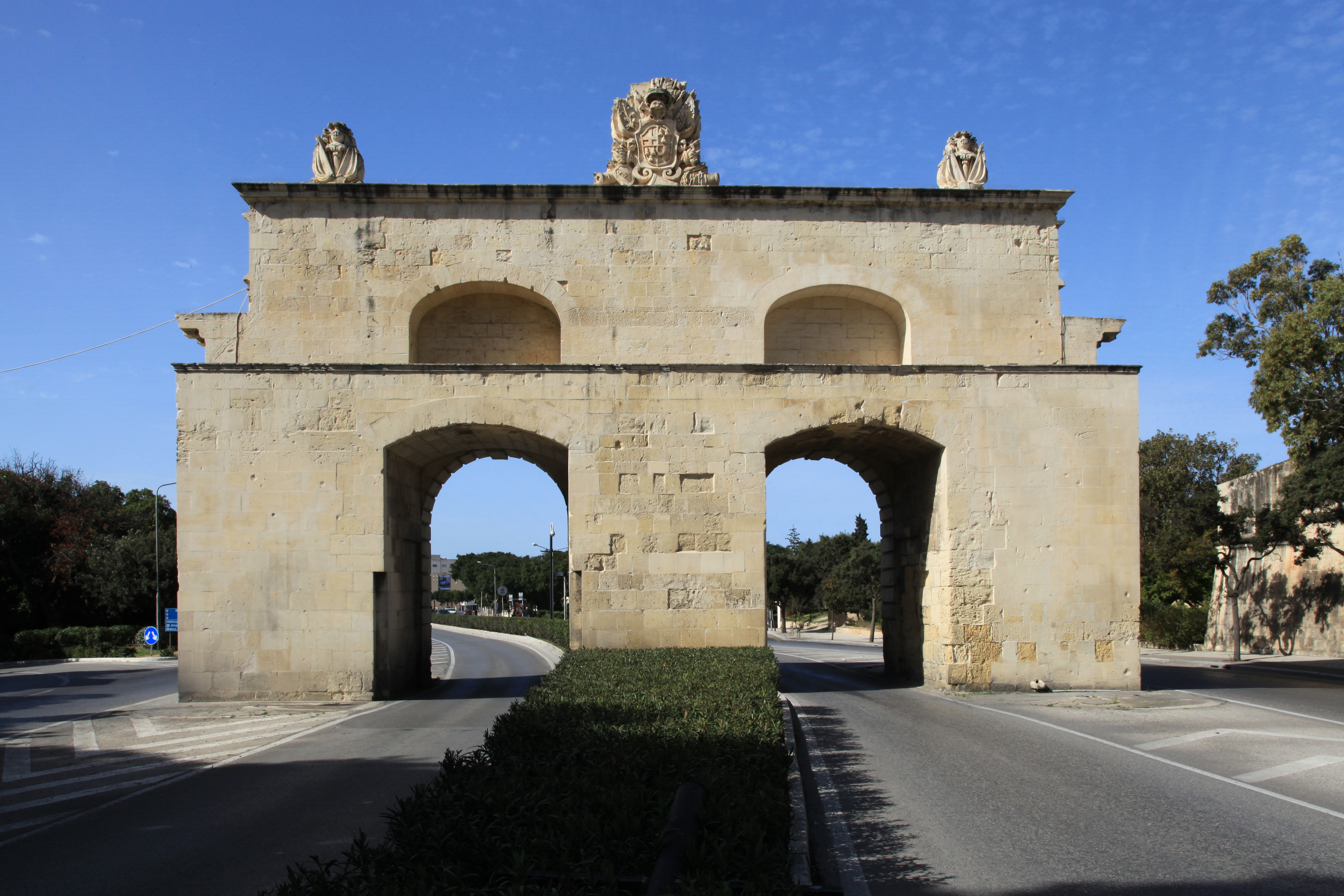
La puerta vista desde atrás

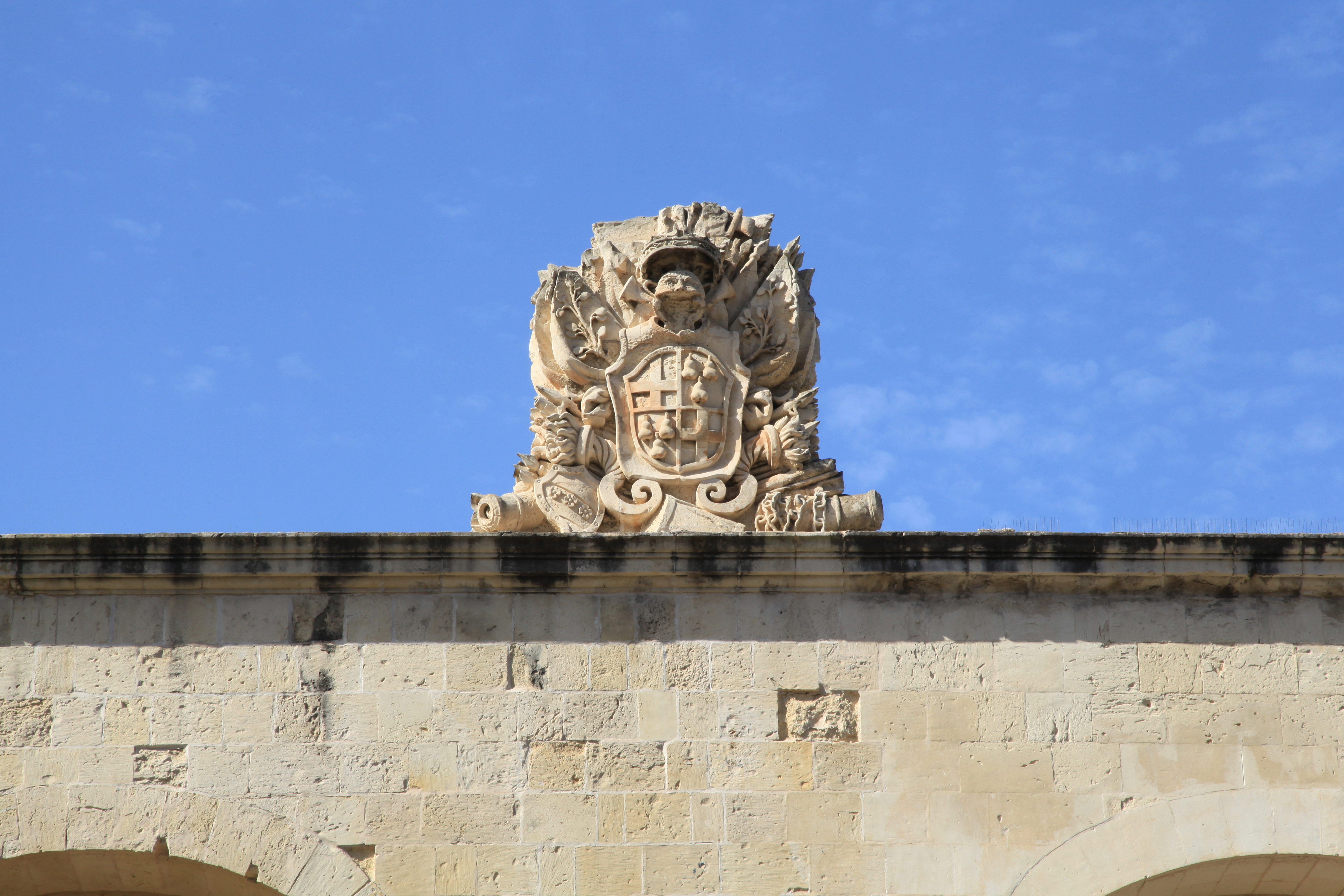
Escudo de Ramón Perellós y Roccaful en la puerta

Porte des Bombes fue construida en estilo barroco. La puerta originalmente tenía un solo arco, pero el segundo arco a la izquierda es una adición del siglo XIX. Cada entrada arqueada está flanqueada por cañones tallados, lo que le dio a la puerta su nombre original Porta dei Cannoni, y cada cañón tiene un escudo de armas en relieve. Los cuatro cañones que formaban parte de la puerta original llevan las armas del Gran Maestre Raimundo Perellós y Roccaful, mientras que los dos cañones del segundo arco llevan el escudo real del Reino Unido. La puerta tiene una cornisa sobre una fila de cruces maltesas talladas. Sobre la cornisa se encuentran escudos con los escudos de armas de la Orden de San Juan, Gran Maestre Perellós y Reino Unido, así como dos placas de mármol con inscripciones latinas. La placa en el lado derecho de la puerta dice:

DVM THRACES VBIQUE PVGNO

IN SEDE SIC TVTA CONSTO

MDCCXXI

(Mientras lucho contra los turcos en todos lados, estoy seguro en este asiento – 1721)

La placa en el lado izquierdo dice:

AD MAJOREM POPVLI

COMMODITATEM

MDCCCLXVIII

(para la mayor comodidad del pueblo)

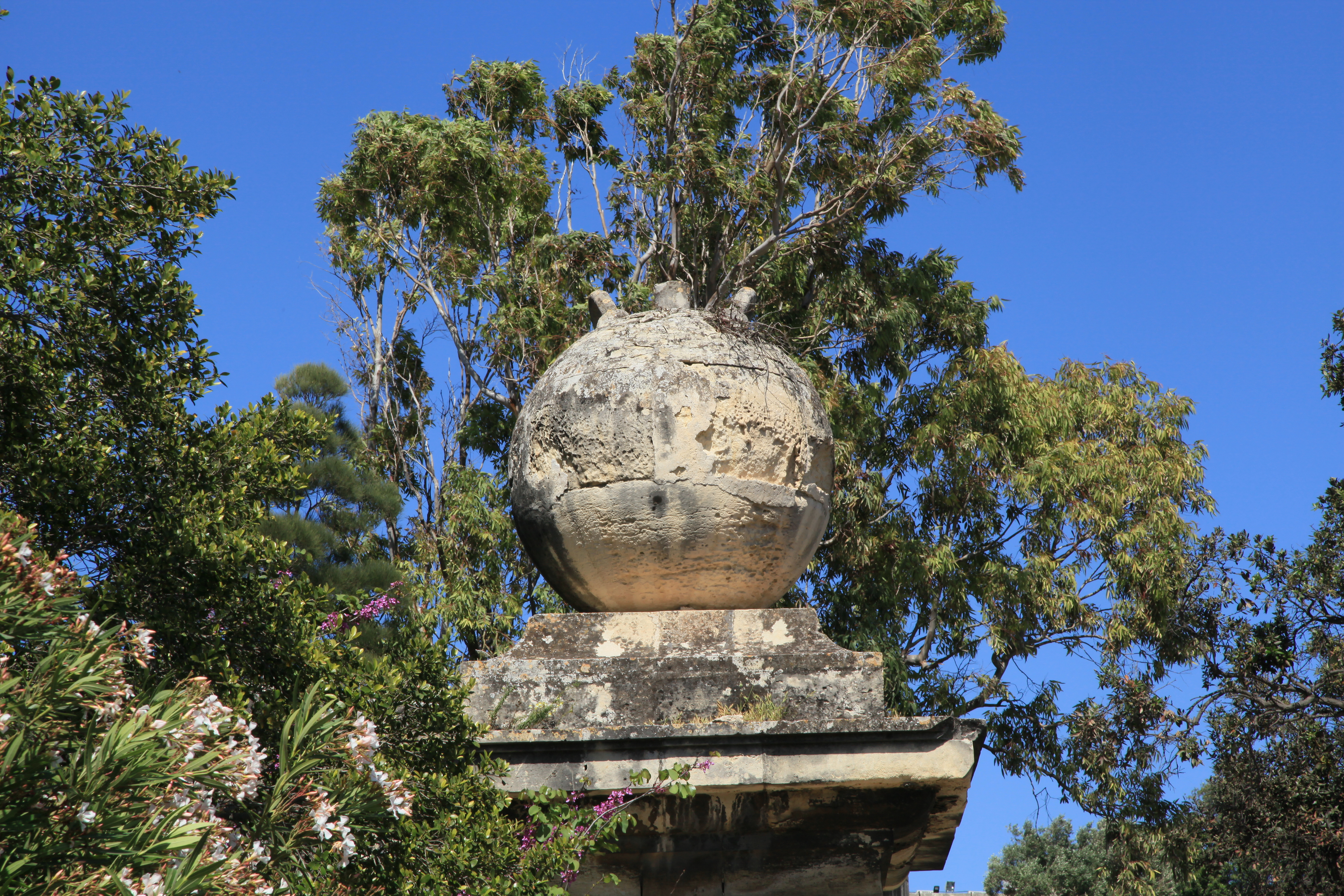
Uno de los "bomblu" de los que la puerta recibe su nombre

En lo alto de la puerta se encuentran tres trofeos, el central con las armas de Perellós. Todos estos formaban parte de la puerta original, pero fueron reubicados cuando se amplió.
Justo fuera de la puerta hay dos pilares que sostienen bolas de piedra en forma de grandes portadores de agua con asas y un pico. Estos se conocen como Bomblu en maltés y le dieron a la puerta su nombre actual Porte des Bombes.
Porte des Bombes es una de las dos únicas puertas en Malta que tienen representaciones de piezas de artillería de tamaño natural, la otra es la Puerta de Santa Elena, que se construyó en 1736.